# Silo de Málaga
El silo de Málaga fue un silo de grano situado en el municipio español de Málaga, estando ubicadas sus instalaciones dentro de la zona portuaria. Durante el medio siglo que estuvo en servicio fungió principalmente a almacenar grano para su posterior exportación por vía marítima.

## Historia
Su construcción respondió a una premeditada organización para el almacenamiento de cereal, dentro de la política implementada por el régimen franquista a través del Servicio Nacional del Trigo. Para el año 1942 ya se habían diseñado algunos silos de tránsito de gran tamaño. Uno de ellos estaba previsto que se levantase en Málaga, concretamente en su zona portuaria. En 1944 se  dieron los primeros pasos para su construcción, iniciándose las obras en 1948. Las instalaciones fueron puestas en servicio en 1952, contando con una capacidad de almacenamiento de 14.000 toneladas.
En 1953 quedó enlazado por ferrocarril con los silos de Córdoba y Mérida, lo que permitió exportar trigo hacia el extranjero. Para ello se emplearon vagones-tolva adquiridos con tal fin. Málaga fue una de las pocas unidades portuarias que se levantaron, a pesar de que se llegó a proyectar la construcción de muchas más —la otra unidad fue la de Santa Cruz de Tenerife—. El silo malagueño pasaría a manos del Servicio Nacional de Cereales en 1969 y, en 1971, del Servicio Nacional de Productos Agrarios.  Las instalaciones se mantuvieron en servicio hasta el año 2002, cuando cesó su actividad. Habiendo perdido ya su funcionalidad, en 2006 la unidad fue derribada.

## Características
Se trataba de un silo del tipo P. Tenía una altura máxima de 41 metros, estando constituida su estructura —de hormigón armado— por un conjunto de celdas cuadradas construidas en ladrillo armado; cada celda tenía un diámetro de 4,70 metros. La fachada tenía un importante componente ornamentativo con aires historicistas. El silo poseía una capacidad de almacenamiento de 14.000 toneladas. Las instalaciones se encontraban ubicadas en el Transversal de poniente y estaban enlazadas con la red ferroviaria a través de una derivación de los ramales del puerto.